# Lambafjöll (bergskedja i Island, Austurland, lat 65,42, long -16,11)
Lambafjöll är en bergskedja i republiken Island. Den ligger i regionen Austurland, 300 km nordost om huvudstaden Reykjavík.